# Borghetto Lodigiano
Borghetto Lodigiano (lombardul: Burghét) település Olaszországban, Lombardia régióban, Lodi megyében. Lakosainak száma 4336 fő (2023. január 1.). Borghetto Lodigiano Brembio, Graffignana, Livraga, Ossago Lodigiano, Villanova del Sillaro és San Colombano al Lambro községekkel határos.

## Népesség
A település népességének változása:
| Lakosok száma | 4318 | 4302 | 4336 |
|               | 2017 | 2018 | 2023 |